# Malik Édua Fruzsina
Malik Édua Fruzsina (Budapest, 1998. -), magyar színésznő, énekesnő.

## Életpályája
Gyermekkorától tanult éneket és zenét, melynek köszönhetően számos bel- és külföldi színpadokon a népdaloktól kezdve a rock műfajáig kipróbálta és megmutatta magát. Gimnazistaként bekerült egy amatőr musical társulatba, ahol a musical világába kapott betekintést. Ennek köszönhetően az érettségi évében a Színház- és Filmművészeti Egyetem mellett döntött és Fullajtár Andrea-Zsámbéki Gábor osztályába felvételizett. A harmadrosta után azonban végül a Nemes Nagy Ágnes Művészeti Szakgimnázium Színészképzésére vették fel, ahol tanította többek között Naszlady Éva, Tóth Miklós, Ivaskovics Viktor, Takács Katalin (színművész). Az iskola mellett további színpadi gyakorlatot szerzett a Kővirágok Társulat-tal, ahol a korábbi musical színpados tapasztalatokat prózai színészettel bővítette.
Az intézményt 2021-ben Színész I. minősítéssel végezte és még ebben az évben a Körúti Színház társulatának tagjává vált, ahol azóta is aktívan dolgozik a Színház felnőtt és gyerek előadásaiban egyaránt.

## Színpadi szerepei
- Presser Gábor, Sztevanovity Dusán és Horváth Péter: A padlás - Süni
- Grease (musical) - Sandy
- Neil Simon: Furcsa pár (női változat) - Olive
- Szigeti József: A vén bakancsos és a fia, a huszár - Ilon
- Molnár Ferenc: Az üvegcipő - Keczeli Ilona
- Ray Cooney: Minden lében három kanál - Linda Kerwood
- Eisemann Mihály&Szilágyi László: Én és a kisöcsém - Kelemen Kató
- Bacsó Péter: A tanú - Olga
- Neil Simon: Furcsa pár - Cecily
- Molnár Ferenc: Játék a kastélyban - Tóth Annie
- Charles Dickens: Karácsonyi ének - Belle
- Szilágyi László: Zsákbamacska - Manci
- Alan Ayckbourn: Mese habbal - Ginny